# Crow Creek (South Platte River)
Der Crow Creek ist ein etwa 223 km langer, linker Nebenfluss des South Platte Rivers in den US-Bundesstaaten Wyoming und Colorado.

## Verlauf
Der Crow Creek entsteht durch den Zusammenfluss seiner beiden Quellflüsse North Fork Crow Creek und Middle Crow Creek in den südöstlichen Ausläufern der Laramie Mountains auf einer Höhe von 1964 m, ca. 20 km westlich von Cheyenne im Bundesstaat Wyoming. Von dort fließt er durch das Laramie County nach Osten und verläuft entlang der Bahnstrecke der Union Pacific Railroad bis in die nordwestlichen Vororte von Cheyenne, der Hauptstadt des Bundesstaates. Der Crow Creek verläuft in West-Ost-Richtung durch das südliche Stadtzentrum, unterquert Interstate 125, U.S. Highway 30 und Interstate 180 und passiert das Union Pacific Railroad Depot. Östlich der Stadt wird der Fluss zu den Stauseen Wyoming Hereford Ranch Reservoir Number 1 und Number 2 aufgestaut und verläuft im weiteren Verlauf mäandrierend durch die High Plains südöstlich von Cheyenne. Er erhält einige kleinere Zuflüsse, die größtenteils auf orographisch rechter Flussseite hinzufließen, passiert die Ortschaft Carpenter und wendet sich nach Süden, wo er das Weld County im Bundesstaat Colorado erreicht. Der Crow Creek fließt entlang der Ortschaften Hereford, Grover und Briggsdale durch die Great Plains und Teile des Pawnee National Grasslands, unterquert den Colorado State Highway 14 und verläuft entlang des Colorado State Highway 392 in südwestliche Richtung, bevor er nach knapp 223 km östlich von Kersey und rund 15 km östlich der Stadt Greeley auf einer Höhe von 1390 m in den South Platte River mündet.

## Hydrologie
Der Crow Creek ist als Nebenfluss des South Platte Rivers Teil des Einzugsgebietes des Platte Rivers, der sich über Missouri und Mississippi in den Golf von Mexiko entwässert. Das Einzugsgebiet des Crow Creek umfasst ein Gebiet von 3476 km² und grenzt an die Einzugsgebiete von Lodgepole Creek im Norden, Pawnee Creek im Osten und Lone Tree Creek im Westen. Der Crow Creek verläuft auf gesamter Strecke als schmaler Bach durch die semiariden High Plains, dem westlichsten Teil der Great Plains. 

## Belege
1. 1 2 3 4 5  Crow Creek (South Platte River). In: Geographic Names Information System. United States Geological Survey, United States Department of the Interior (englisch).
2. ↑  USGS 402331104292401 CROW CREEK AT MOUTH AT KUNER, CO. Abgerufen am 10. August 2024.